# Billingshalden
Billingshalden, seltener auch Schweizerhof genannt, ist ein Weiler von Abtsgmünd-Untergröningen im Ostalbkreis in Baden-Württemberg.

## Beschreibung

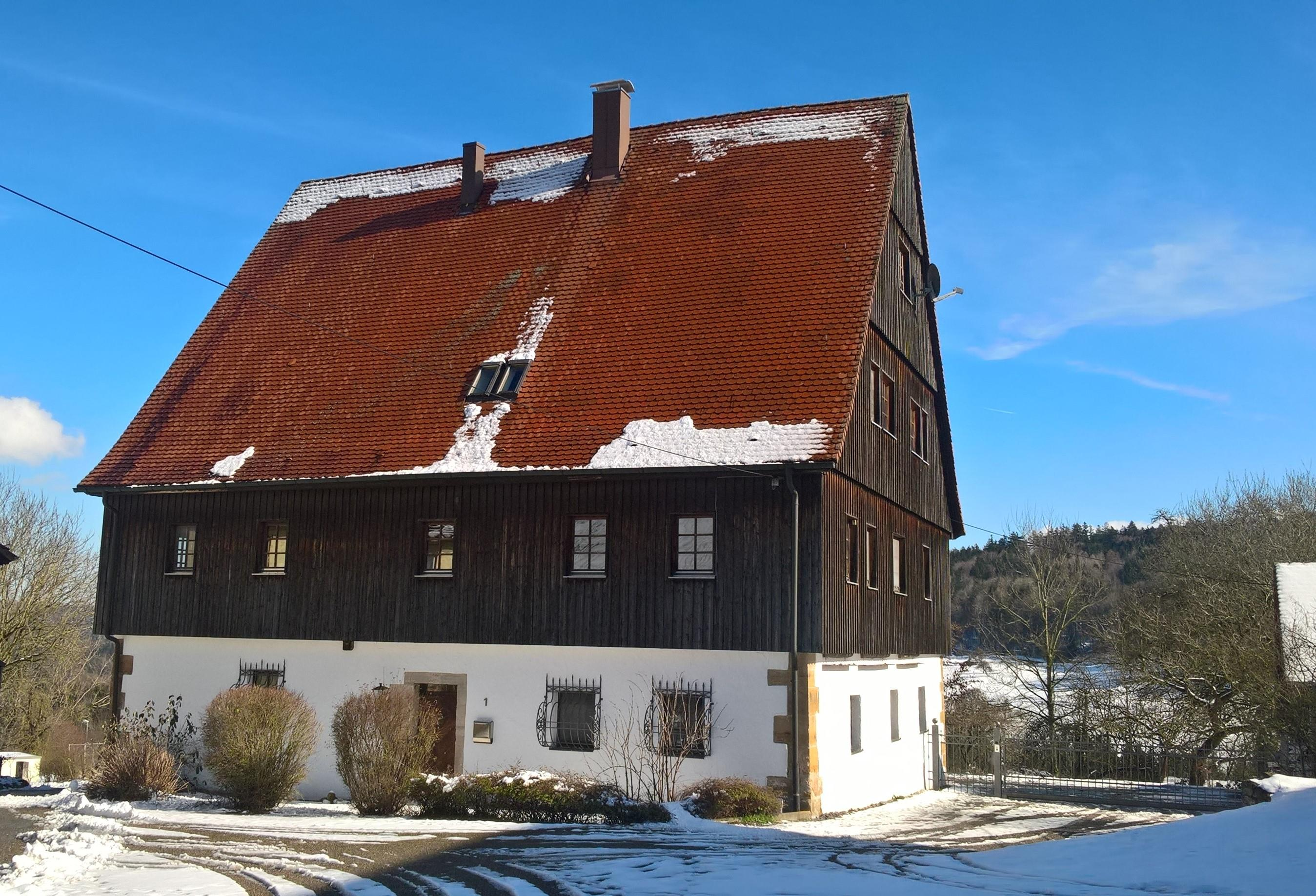
Ehemaliges Herrenhaus

Der Ort liegt etwa einen Kilometer südwestlich von Untergröningen und neun Kilometer westnordwestlich des Dorfkerns von Abtsgmünd. Unweit östlich verläuft der Argenbach und etwas westlich entspringt der Untere-Haube-Bach.
Naturräumlich liegt Billingshalden im Sulzbacher Kochertal, welches in den Schwäbisch-Fränkischen Waldbergen liegt.

## Geschichte
Im Jahre 1436 erwarben die Schenken von Limpurg ein Gut zu Bühlingshalden, was zur ersten Erwähnung des Ortes führte.